# Wakari
Wakari (/ˌwɑːˈkɑːriː/ wah-kah-ree) est une banlieue résidentielle de Dunedin dans l’Île du Sud de la Nouvelle-Zélande.

## Situation
Elle est localisée à 2,5 km au nord-ouest du centre-ville, immédiatement à l’ouest de la crête, qui s'étend vers l’ouest.
Wakari, se trouve au nord de la partie supérieure de la vallée de Kaikorai.
Les banlieues de Roslyn et Maori Hill sont situées sur la crête immédiatement vers le sud-est et l’est de la banlieue de Wakari.
La banlieue de Halfway Bush se trouve au nord-ouest, et la petite banlieue d’ Helensburgh se situe plus au nord.

## Population
La population était de 3 069 habitants selon le recensement en 2006 en Nouvelle-Zélande, en diminution de 39 résidents par rapport à celui de 2001.

## Toponymie
Wakari est une anglicisation du mot maori, Whakaari, « exposé à la vue ».
C’est le nom, en maori, de la colline Flagstaff (en) qui est à 2,5 km vers le nord-ouest.
De nombreux habitants (mais pas tous), prononcent le nom comme wy-kar-ree (en anglais : [waɪkæri]), ce qui constitue un schibboleth.

## Description
La banlieue est délimitée au sud par la route de Taieri, une artère principale de la banlieue qui relie le centre de Dunedin aux plaines de Taieri (en).
À l’ouest de Halfway Bush, la route devient Three Mile Hill et traverse la colline éponyme pour atteindre la plaine de Taieri, au nord-est de Mosgiel. Au sud-est, la route de Taieri passe sous le pont de Roslyn (en) et devient Stuart Street (en), une des principales artères de Dunedin.
Les autres routes principales de Wakari et ses environs sont Balmacewen Road dans la partie nord de la banlieue, Helensburgh Road au nord-est, Nairn Street, et Shetland Street.

## Installations
La construction la plus importante de Wakari est son hôpital (en), un des principaux centres de santé de Dunedin spécialisé en psychiatrie. Cet hôpital est situé à l’ouest de la banlieue, près de Halfway Bush.
Le marae de Arai te Uru est également situé à Wakari. C’est le lieu de réunion des Ngāi Tahu,.

## Enseignement
Il existe plusieurs établissements scolaires à Wakari :
- Wakari School, fondée en 1858, est une école primaire publique qui accueille les élèves de la première à la sixième année ; son effectif est de 306 élèves ;
- St Mary School, fondée en 1913 dans l'église St Mary, est une école catholique intégrée par l'État, accueillant les élèves de la première à la sixième année et dont l'effectif est de 53 élèves ;
- Balmacewen intermediate, est une école intermédiaire qui accueille les élèves des septième et huitième années ; son effectif est de 70 élèves ; elle a ouvert en 1964.

Toutes ces écoles sont mixtes et les chiffres sont de 2023.